# Corte Sgarzerie
Corte Sgarzerie es un conjunto monumental situado en el centro histórico de Verona, a poca distancia de Corso Porta Borsari y Piazza delle Erbe. Está compuesto por una pequeña plaza del mismo nombre, una logia tardomedieval y el yacimiento arqueológico del Capitolium. En el pasado, este lugar estuvo vinculado a la transformación de la lana, como atestigua su propio nombre "sgarzarie", término veronés que designa las "scardasserie", que eran lugares dedicados a la actividad del cardado.

## Historia

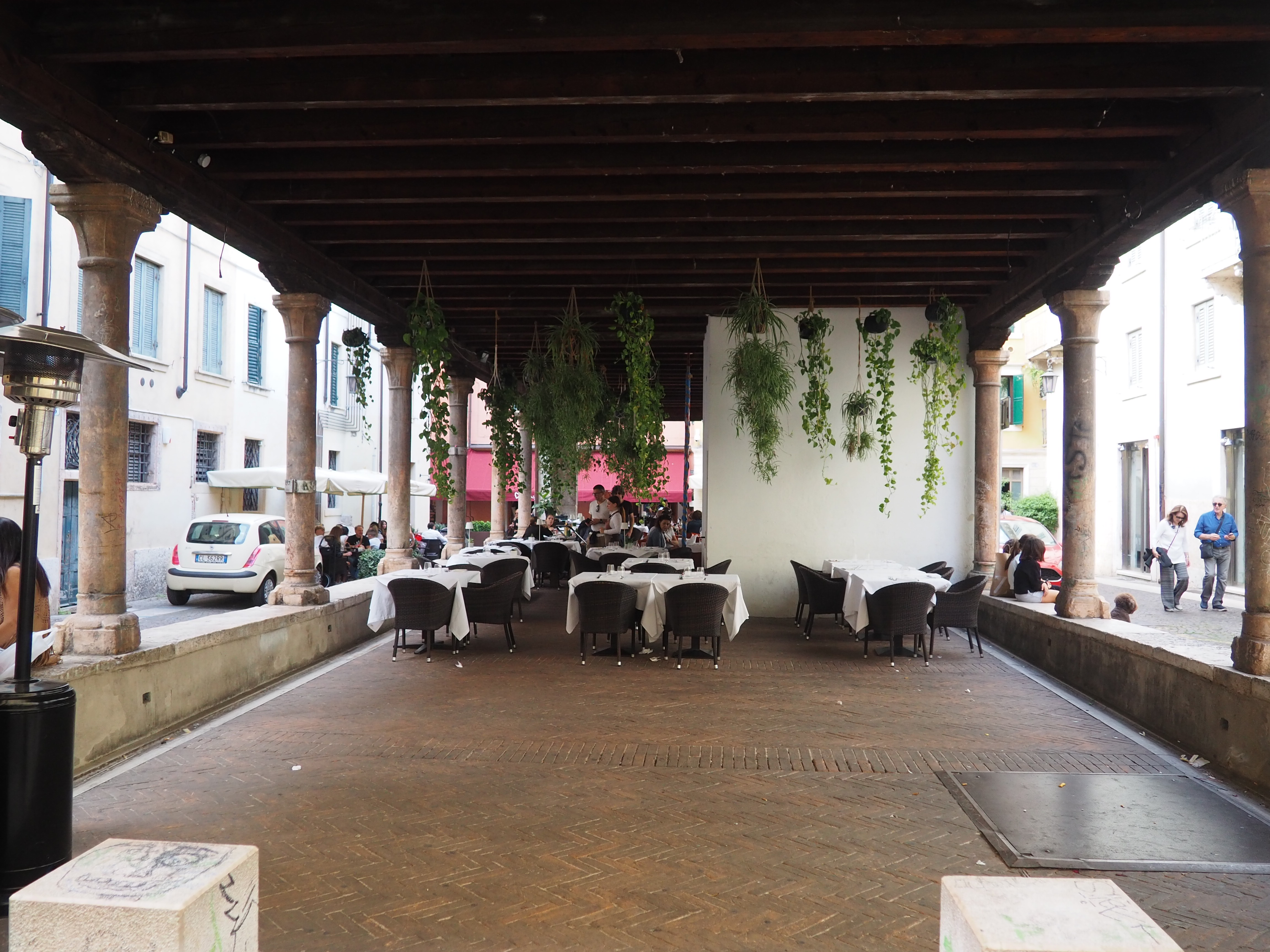
El interior de la logia

A lo largo del siglo XIII, la actividad de la industria lanera veronesa adquiere cada vez más importancia, hasta el punto de que las técnicas de producción y los productos se vuelven muy demandados en los distintos mercados del norte y centro de Italia.
Durante el principado de Mastino II della Scala, la actividad alcanza niveles de producción aún mayores, por lo que se toman diversas medidas para organizar de mejor modo la industria manufacturera, que se concentraba principalmente en Corte Sgarzerie. Por lo tanto, muy probablemente durante su gobierno, se construye la llamada logia Mangano, que se encuentra en el centro de la plaza y que aún hoy la caracteriza: esta logia proporcionaba a los trabajadores de la lana un espacio en el que podían medir, pesar y estampar los productos y negociar los precios.

## Descripción

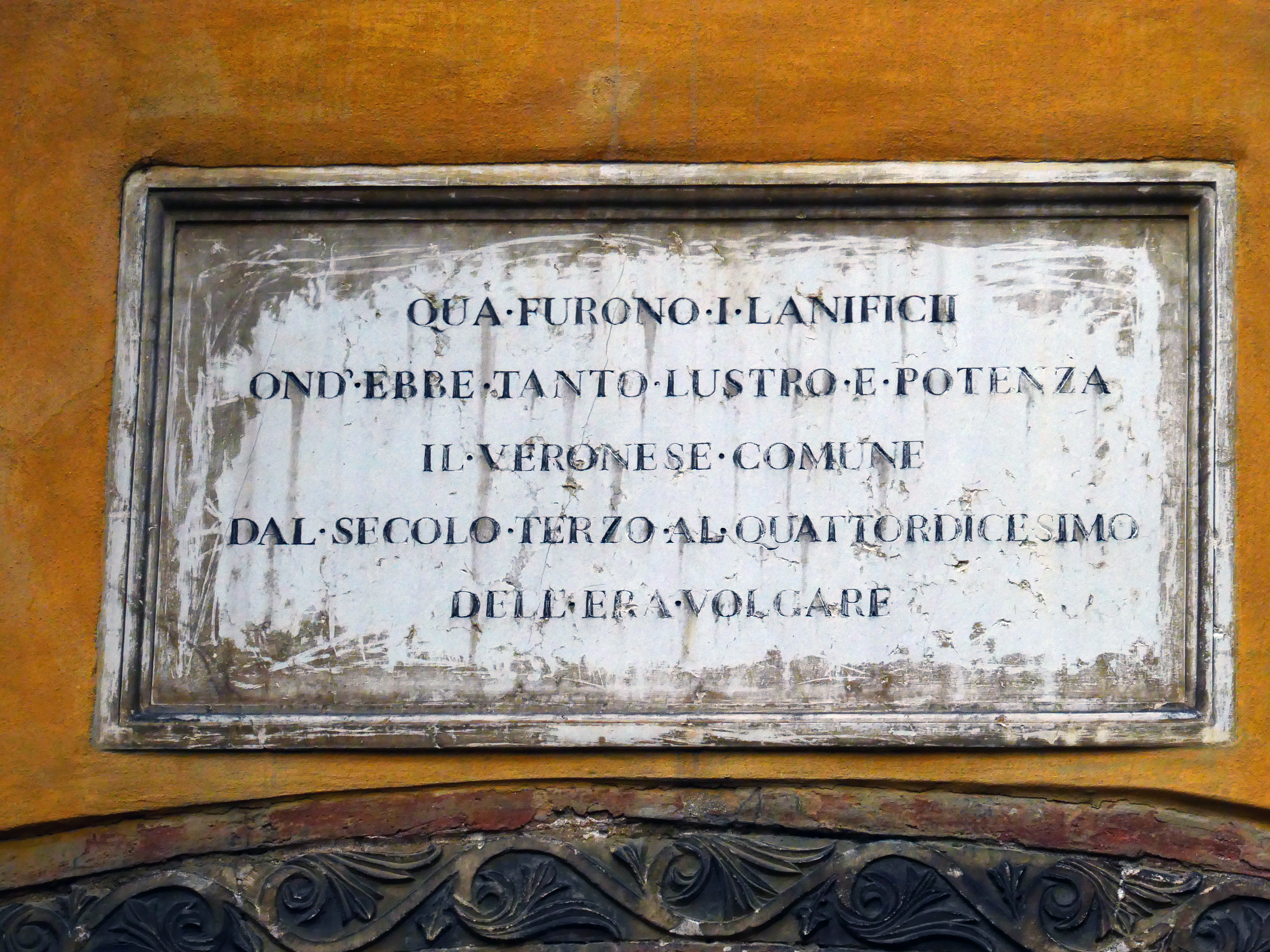
La placa en el arco de entrada a la plaza

Una inscripción colocada en el arco de entrada a la plaza recuerda la importancia histórica que este lugar tuvo para la ciudad: «Qui furono i lanifici ond'ebbe tanto lustro e potenza il Veronese Comune dal secolo terzo al quattordicesimo dell'era volgare» («Aquí estuvieron los talleres de lana que tanto prestigio y poder dieron al Municipio Veronés desde el siglo III al XIV de la era común»). En el centro de la plaza se encuentra la logia Mangano, que se caracteriza por las columnas de mármol rojo de Verona que sostienen el piso superior, a su vez dividido en varias salas que, en la actualidad, albergan las sedes de diversas asociaciones.
Desde la plaza se puede acceder al recinto subterráneo del Capitolium, principal templo de la Verona romana, dedicado a Júpiter, Minerva y Juno. Entre 1988 y 2004 se llevó a cabo una excavación arqueológica bajo la logia que sacó a la luz un tramo del criptopórtico que rodeaba el templo por tres lados, así como los restos de una nevera, un sótano y los cimientos de una casa torre medieval.

## Otros proyectos
- Wikimedia Commons contiene immagini o altri file su Corte Sgarzerie